# Baby, I'm Jealous
«Baby, I'm Jealous» es una canción de la cantante y compositora estadounidense Bebe Rexha con la cantante y rapera estadounidense Doja Cat. Se lanzó como sencillo el 9 de octubre de 2020, para el segundo álbum de estudio de Bebe Rexha, Better Mistakes (2021).

## Antecedentes y lanzamiento
El 23 de septiembre de 2020, la canción se registró en Shazam y se dijo que era una colaboración con Doja Cat. El 4 de octubre, Apple Music reveló que la canción se lanzaría el 9 de octubre. Luego, Rexha publicó en las redes sociales que haría un anuncio especial.  Al día siguiente, anunció el lanzamiento con la portada y el enlace para pre-guardar el sencillo.

## Video musical
En septiembre de 2020 se filmó su video musical, bajo la dirección de Hannah Lux Davis e incluye cameos de las personalidades de las redes sociales Nikita Dragun, Charli D'Amelio y Avani Gregg. Se lanzó el mismo día que la canción.

## Presentaciones en vivo
La canción fue interpretada por primera vez por Bebe Rexha y Doja Cat en The Tonight Show protagonizada por Jimmy Fallon el 19 de octubre de 2020.

## Posicionamiento en listas
| Listas (2020)                      | Mejor posición |
| ---------------------------------- | -------------- |
| Canadá (Canadian Hot 100)          | 60             |
| Canadá CHR/Top 40 (Billboard)      | 28             |
| Canadá (Hot AC)                    | 31             |
| Estados Unidos (Billboard Hot 100) | 58             |
| Estados Unidos (Adult Top 40)      | 35             |
| Estados Unidos (Mainstream Top 40) | 24             |
| Irlanda (IRMA)                     | 59             |
| Nueva Zelanda Hot Singles (RMNZ)   | 4              |
| Portugal (AFP)                     | 175            |
| Reino Unido (UK Singles Chart)     | 86             |
| Rumania (Airplay 100)              | 81             |

## Historial de lanzamiento
| País           | Fecha                  | Formato                      | Discográfica | Ref    |
| -------------- | ---------------------- | ---------------------------- | ------------ | ------ |
| Varios         | 9 de octubre de 2020   | Descarga digital y streaming | Warner       | [ 20 ] |
| Australia      | 9 de octubre de 2020   | Contemporary hit radio       | Warner       | [ 21 ] |
| Estados Unidos | 20 de octubre de 2020  | Contemporary hit radio       | Warner       | [ 22 ] |
| Estados Unidos | 9 de noviembre de 2020 | Hot adult contemporary       | Warner       | [ 23 ] |